# Station Krasnołąka
Station Krasnołąka is een spoorwegstation in de Poolse plaats Krasnołąka.